# Gainsborough (cheval)
Pour les articles homonymes, voir Gainsborough.
Gainsborough (1915-1945) est un cheval de course pur-sang anglais, lauréat de la Triple Couronne britannique, devenu étalon très influent. 

## Carrière de course
Une victoire dans les Autumn Stakes, lors de sa troisième sortie, vaut à Gainsborough de compter parmi les meilleurs poulains de sa génération. Mais de retour à 3 ans, il s'affirme clairement comme le numéro 1 en remportant les 2000 Guinées, devenant à cette occasion le premier vainqueur classique portant les couleurs d'une femme, celles de son éleveuse Lady Douglas. Gainsborough enchaîne avec le Derby qui, en cette année 1918, se déroule à Newmarket, qui sera d'ailleurs le seul hippodrome où il se produira, Epsom, Ascot, Doncaster et la plupart des hippodromes britanniques étant réquisitionnés par l'armée en ces temps de guerre. Deux semaines plus tard, il prouve sa tenue en remportant une Gold Cup elle aussi délocalisée à Newmarket. Puis, à l'automne, il poursuit sa série d'invincibilité en remportant le St. Leger, devenant ainsi le treizième lauréat de la Triple Couronne britannique. Le St. Leger sera pourtant sa dernière victoire, puisqu'il s'incline pour ses adieux dans les Jockey Club Stakes. Dans leur livre A Century of Champions, John Randall et Tony Morris placent Gainsborough à la 56e place dans leur liste des 200 meilleurs chevaux du 20e siècle.

### Résumé de carrière
| Date         | Hippodrome  | Pays        | Course             | Distance    | Jockey      | Place       | Écart       | Vainqueur ou deuxième |
| 1917, 2 ans  | 1917, 2 ans | 1917, 2 ans | 1917, 2 ans        | 1917, 2 ans | 1917, 2 ans | 1917, 2 ans | 1917, 2 ans | 1917, 2 ans           |
| ------------ | ----------- | ----------- | ------------------ | ----------- | ----------- | ----------- | ----------- | --------------------- |
| Juillet      | Newmarket   | Royaume-Uni | Thurrow Plate      | 1 000 m     | O. Madden   | 4e          | ―           | Giant Killer          |
| Août         | Newmarket   | Royaume-Uni | Ramsay Plate       | 1 100 m     | O. Madden   | 3e          | 3           | Violinist             |
| 11 septembre | Newmarket   | Royaume-Uni | Autumn Stakes      | 1 200 m     | O. Madden   | 1er         | 2           | Freesia               |
| 1918, 3 ans  |             |             |                    |             |             |             |             |                       |
| Avril        | Newmarket   | Royaume-Uni | Several Stakes     | 1 000 m     | J. Childs   | 5e          | ―           | Sicyon                |
| 1er mai      | Newmarket   | Royaume-Uni | 2000 Guineas       | 1 600 m     | J. Childs   | 1er / 13    | 1 ½         | Blink                 |
| 4 juin       | Newmarket   | Royaume-Uni | Derby              | 2 400 m     | J. Childs   | 1er / 13    | 1 ½         | Somme Kiss            |
| 18 juin      | Newmarket   | Royaume-Uni | Gold Cup           | 4 000 m     | J. Childs   | 1er / 3     | 1/2         | Planet                |
| 11 septembre | Newmarket   | Royaume-Uni | St. Leger          | 2 800 m     | J. Childs   | 1er / 5     | 3           | My Dear               |
| 2 novembre   | Newmarket   | Royaume-Uni | Jockey Club Stakes | 2 800 m     | J. Childs   | 2e          | 1           | Prince Chimay         |

## Au haras
En 1920, Gainsborough devient étalon au haras de sa propriétaire, Harwood Stud, dans le Berkshire. Il y devient un reproducteur très influent, obtenant deux titres de tête de liste en 1932 et 1933 et un titre de tête de liste des pères de mères. Parmi ses meilleurs produits, citons : 
- Hyperion – vainqueur du Derby et du St. Leger, et surtout immense étalon, six fois tête de liste ;
- Solario – vainqueur du St. Leger et de la Gold Cup, tête de liste des étalons en 1937 ;
- Singapore – vainqueur du St. Leger ;
- Orwell – vainqueur des 2000 Guineas.

Si plusieurs des fils de Gainsborough ont brillé sur les hippodromes, il n'a pas donné de championnes. En revanche, ses filles ont eu une énorme influence sur l'élevage mondial, son nom étant associé à quelques-unes des plus grandes poulinières de l'histoire et visible dans les familles les plus performantes aux quatre coins du monde. Pour ne prendre qu'un seul exemple, en l'occurrence le plus important, il est le père de Mah Mahal, qu'il a eue avec Mumtaz Mahal, et qui est l'aïeule d'une multitude de champions tels Migoli, Petite Étoile, Zarkava, ou Alpinista. Mah Mahal est aussi la mère de Mahmoud, vainqueur du Derby, tête de liste des étalons américains en 1946, père de Almahmoud, grand-père de Natalma et donc arrière-grand-père du meilleur étalon du XXe siècle, Northern Dancer. Northern Dancer étant issu de Nearctic, par Nearco et une fille de Hyperion, il est inbred 4x5 sur Gainsborough (c'est-à-dire qu'il est présent deux fois dans le pedigree, aux quatrième et cinquième génération), ce qui garantit à celui-ci une forme d'éternité.  
En 1940, Lady Douglas, malade, a dû se résoudre à vendre Harwood Stud et Gainsborough. En vertu d'un accord passé avec le nouveau propriétaire, Herbert Blagrave, l'étalon demeura dans son haras jusqu'à sa mort en 1945. Le haras est renommé Gainsborough Stud en son honneur, et en 1981 devient la propriété du Cheikh Maktoum Al Maktoum puis, à la mort de celui-ci en 2006, intègre Darley Stud, l'opération élevage de l'écurie Godolphin.

## Origines
Quinze poulains ont remporté la Triple Couronne britannique entre West Australian (1853) et Nijinsky (1970), et les douzième et treizième sont deux fils de Bayardo nés à un an d'écart, Gay Crusader et Gainsborough. Bayardo était un grand champion, lauréat de 22 de ses 25 courses. Et un grand étalon, naturellement sacré tête de liste en 1917 et 1918. 

### Pedigree
| Origines de Gainsborough (GB), mâle bai né en 1915 | Origines de Gainsborough (GB), mâle bai né en 1915 | Origines de Gainsborough (GB), mâle bai né en 1915 | Origines de Gainsborough (GB), mâle bai né en 1915 |
| -------------------------------------------------- | -------------------------------------------------- | -------------------------------------------------- | -------------------------------------------------- |
| Père Bayardo 1906                                  | Bay Ronald                                         | Hampton                                            | Lord Clifden                                       |
| Père Bayardo 1906                                  | Bay Ronald                                         | Hampton                                            | Lady Langden                                       |
| Père Bayardo 1906                                  | Bay Ronald                                         | Black Duchess                                      | Galliard                                           |
| Père Bayardo 1906                                  | Bay Ronald                                         | Black Duchess                                      | Black Corrie                                       |
| Père Bayardo 1906                                  | Galicia                                            | Galopin                                            | Vedette                                            |
| Père Bayardo 1906                                  | Galicia                                            | Galopin                                            | Flying Duchess                                     |
| Père Bayardo 1906                                  | Galicia                                            | Isoletta                                           | Isonomy                                            |
| Père Bayardo 1906                                  | Galicia                                            | Isoletta                                           | Lady Muncaster                                     |
| Mère Rosedrop 1907                                 | St. Frusquin                                       | St. Simon                                          | Galopin                                            |
| Mère Rosedrop 1907                                 | St. Frusquin                                       | St. Simon                                          | St. Angela                                         |
| Mère Rosedrop 1907                                 | St. Frusquin                                       | Isabel                                             | Plebeian                                           |
| Mère Rosedrop 1907                                 | St. Frusquin                                       | Isabel                                             | Parma                                              |
| Mère Rosedrop 1907                                 | Rosaline                                           | Trenton                                            | Musket                                             |
| Mère Rosedrop 1907                                 | Rosaline                                           | Trenton                                            | Frailty                                            |
| Mère Rosedrop 1907                                 | Rosaline                                           | Rosalys                                            | Bend Or                                            |
| Mère Rosedrop 1907                                 | Rosaline                                           | Rosalys                                            | Rosa May (famille 2-n)                             |